# كأس الأرجنتين 2012–13
كأس الأرجنتين 2012–13 (بالإسبانية: Copa Argentina 2012-13)‏ هو الموسم 2 من كأس الأرجنتين. أقيم خلال الفترة 23 أكتوبر 2012 وحتى 16 أكتوبر 2013، وأشرف على تنظيمه اتحاد الأرجنتين لكرة القدم، وكان عدد الأندية المشاركة فيه 224، وفاز فيه أرسنال ساراندي.